# ساليسيلاميد
ساليسيلاميد (Salicylamide)

## الزمرة الدوائية
مضادات التهاب غير الستيروئيدية.

## الاستطباب
تسكين الآلام وتخفيض الحرارة.

## مضادات الاستطباب
- وجود سيرة لفرط الحساسية تجاه الأسبرين أو غيره من مضادات التهاب غير الستيروئيدية.
- القرحات الهضمية.
- الناعور، والاضطرابات النزفية الأخرى.
- النقرس.
- الإرضاع.

## الآثار الجانبية
- تهيج معدي معوي مع فقدان دم لا عرضي خفيف.
- تطاول زمن النزف.
- تشنج قصبي.
- ردود فعل جلدية لدى الأشخاص المتحسسين.

## الجرعة
فموياً: 325-650 ملغ 3-4 مرات/يوم.

## تحذيرات
- الأمراض التحسسية (مثل الربو، التهاب الأنف المزمن، الشرى المزمن).
- القصور الكبدي.
- القصور الكلوي.
- التجفاف.
- عوز خميرة G6PD.
- المعرضون لعسر الهضم.
- المسنون.
- الحمل.